# Вітаутас Рудокас
Вітаутас Рудокас (лит. Vytautas Rudokas; нар. 13 лютого 1928, Норюнай, Литва — пом. 13 липня 2006) — литовський поет, журналіст та перекладач.

## Життєпис
Народився Вітаутас Рудокас 13 лютого 1928 року в Норюнай, тепер Купишкіський район Литви. 
У 1952 році закінчив Історико-філологічний факультет Вільнюського університету. 
Працював редактором у Державному видавництві художньої літератури, у 1958-1961 роках — відповідальним секретарем в редакції часопису «Мокслейвіс».
У 1962-1970 роках — консультантом з поезії у Спілці письменників Литви.
З 1970 р протягом дев'ятнадцять років виконував обов'язки відповідального секретаря часопису «Перґале» («Перемога»).
Помер 13 липня 2006 року в місті Купішкіс.

## Доробок
Вірші
- Žydi eglių viršūnės (1955);
- Apkasų gėlės (1959);
- Saulėgrąžų vasara (1963);
- Nežinomas kareivis (поема, 1965);
- Proskyna (1967);
- Žolės džiaugsmas ir liūdesys (1970);
- Rugių šviesa (1975);
- Sietynas (1978);
- Tolstantis krantas (1979);
- Vėjas į veidą (1985);
- Gyvasties medis (1987);
- Tiek yra meilės žodžių (1989);
- Mylėti taip gyvenimą (1983);
- Kalbėti motinos tarme (1996);
- Žemuogės ant smilgos (1999);
- Ir kiti vėjai (2008).

Дитяча поезія
- Šokolado juokdarys (1962, доповнений у 1977);
- Kepėjo miestas (1964);
- Kai žemė patekės, або Laiškai į ateitį (1967 та 1980)

Інше
- Manoji Lietuva (Поезія, 1965)